# Maria Weimer
Maria Eva Maragareta Weimer (geboren am 25. Juni 1979 in Landau, Deutschland; † 5. Oktober 2024 in Sveg) war eine schwedische Diplomatin und Politikerin, die für die Partei Liberalerna zwischen dem 29. September 2014 und dem 24. September 2018 im schwedischen Reichstag Abgeordnete war.
Am 5. Oktober 2024 starb Weimer im schwedischen Sveg.